# Ásgeir Örn Hallgrímsson
Ásgeir Örn Hallgrímsson (Reykjavík, Island, 17. veljače 1984.) je islandski rukometaš i nacionalni reprezentativac. Igra na poziciji desnog vanjskog te nastupa za domaći Haukar.

## Karijera
Ásgeir je rukometnu karijeru započeo u Haukaru s kojim je u pet sezona osvojio tri naslova prvaka. Nakon toga, kao talentirani dvadesetogodišnjak seli u njemački TBV Lemgo s kojim je 2006. osvojio Kup EHF ali se nije uspio nametnuti te je uglavnom bio zamjena ozlijeđenom Florianu Kehrmannu. Zbog toga 2007. odlazi u danski GOG Svendborg, međutim, zbog bankrota kluba tijekom sezone 2009./10., Hallgrímsson nakratko nastupa za drugoligaša Faaborga.
Tijekom srpnja 2010. igrač se vraća u rukometnu Bundesligu potpisujući za TSV Hannover-Burgdorf. Nakon što mu je 2012. istekao ugovor, Hallgrímsson se pridružuje francuskom PSG-u s kojim 2013. osvaja nacionalno prvenstvo a godinu potom i kup. Nakon PSG-a, Islanđanin se zadržava u Francuskoj prelazeći i potpisujući za rivalski USAM Nîmes. Nakon četiri godine u klubu, Ásgeir Hallgrímsson se vraća u domovinu gdje ponovo postaje član Haukara gdje je i započeo karijeru.
Kao reprezentativac Islanda, Ásgeir je osvojio olimpijsko srebro u Pekingu 2008. a tu je i europska bronca osvojena u Austriji 2010.